# Oger Pochet
Oger Pochet is een Franstalig Belgisch luitenant-generaal.
Hij is benoemd per KB tot directeur van het Legermuseum en chef van de landmacht.
Hij was een voormalig kabinetsmedewerker van minister Flahaut.